# Glenea basilana
Glenea basilana là một loài bọ cánh cứng trong họ Cerambycidae.